# 凯文·库兰伊
凯文·库兰伊（德語：Kevin Kurányi，1982年3月2日—）是一名在巴西出生及長大的德國藉足球运动员。库兰伊的父親是德國匈牙利裔人，母親則是巴拿馬人。

## 职业生涯

### 俱乐部
库兰伊於1998年在斯图加特的青年队展開他的足球生涯。2001年，他和該隊簽下了一份職業合約。在2002/2003的球季中，他成位隊中的神射手，也協助斯图加特获得德甲亚军。2005年，库兰伊離開了球隊，並轉投沙尔克04。至今，他為史浩克04奪得過2005年的德國聯賽盃。
在2003/2004年度的歐洲聯賽冠軍盃中，他在第一場小組賽作客對流浪者中射入了他的第一枚欧洲比赛入球。而他稍後在第二場的比賽中也射入一球，協助球隊以2比1得勝。在2005年，他再度亮相欧洲冠军杯，但新東家沙尔克04仅取得小组赛第三名，无缘晋级。

### 国际赛场
库兰伊於2003年3月尾的欧洲国家杯外圍賽中第一次為德國上陣。库兰伊在他第三次为国家队上场的比赛中攻入第一球，对手为丹麦。此後，他成為了國家隊中不可或缺的一部份。可惜於2006年世界杯前，库兰伊因為狀態不佳遭主帅克林斯曼弃用，落選了世界盃大軍。直至2007年3月，他才重新被召入德國國家隊，並於作客捷克的2008年歐洲國家盃外圍賽中以兩記頭球，帮助球隊以二比一獲勝。
库兰伊被德国主帅勒夫选入了德国参加2008年欧锦赛的阵容，为克洛泽担当替补。在欧锦赛决赛阶段，库兰伊只是替补出场2次。
2008年10月12日世界盃外圍賽主場對俄羅斯，主教練勒夫採用克洛泽及波多尔斯基擔任正選前鋒，而兩個替補席位則交給马里奥·戈麦斯及黑尔默斯（Patrick Helmes），库兰伊沒有進入18位出賽名單中。在比赛上半场时，库兰伊还坐在看台上观看比赛，但在中场休息后，库兰伊便不辞而别。勒夫表示「但他在晚上所作出的反应是不可接受和理解的，我日后不会再把他召入国家队。」

## 外部連結
- （德文）（英文）（葡萄牙文）库兰伊官方網站（页面存档备份，存于）
- （德文）rsssf